# Jüdischer Friedhof (Hainsfarth)

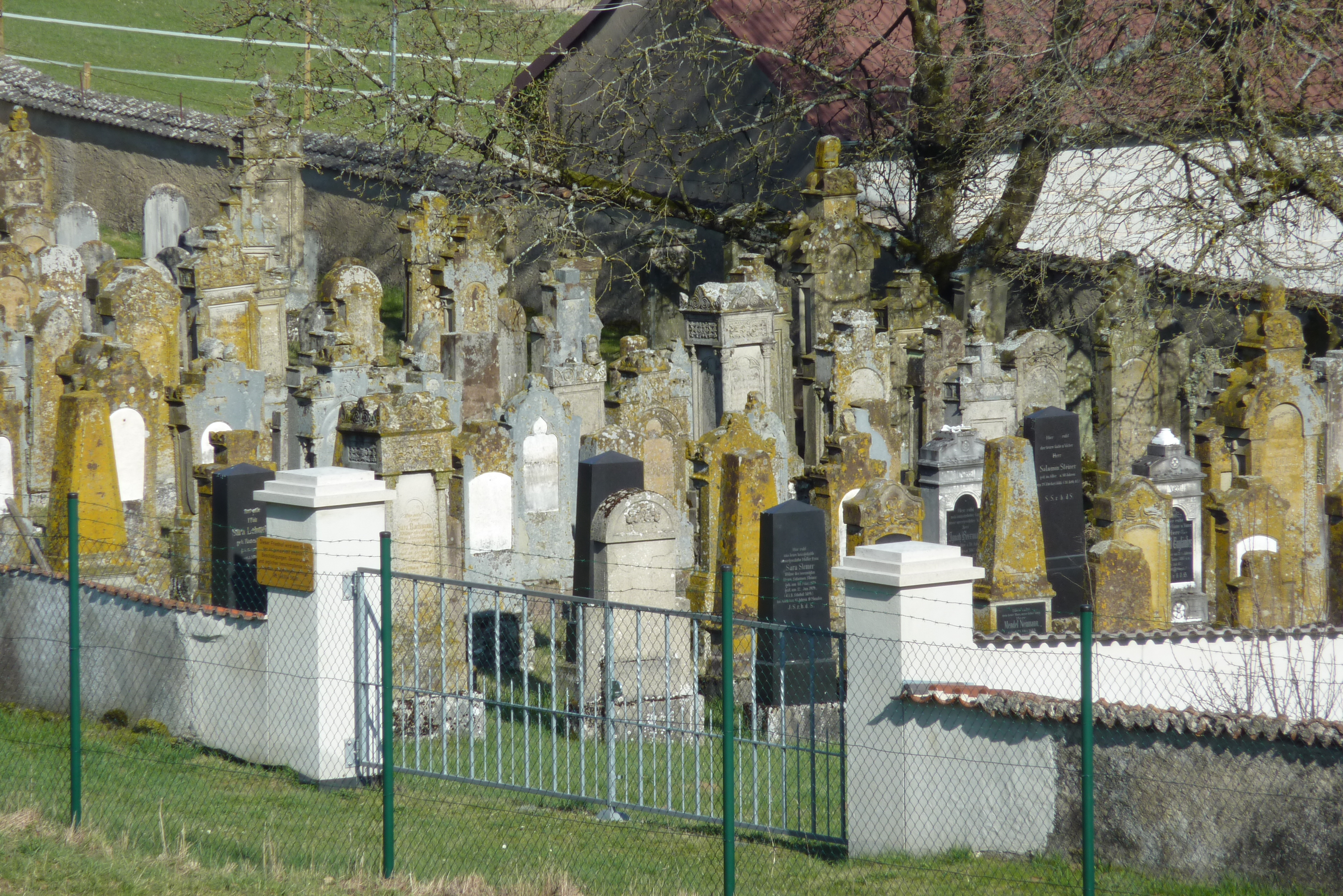
Jüdischer Friedhof in Hainsfarth

Der denkmalgeschützte jüdische Friedhof in Hainsfarth im schwäbischen Landkreis Donau-Ries befindet sich östlich des Ortes oberhalb der Straße nach Steinhart. Vor dem Ortsende biegt man links ab.

## Geschichte
Die jüdische Gemeinde Hainsfarth bestattete zunächst ihre Toten auf dem vier Stunden entfernten jüdischen Friedhof in Wallerstein. 1849/50 wurde ein eigener Friedhof angelegt, und als erste wurde die am 27. Oktober 1850 verstorbene Chaia Neumann beigesetzt. Insgesamt wurden 291 Personen beigesetzt, die letzte Beerdigung fand 1939 statt.
Auf dem 33,10 Ar großen Friedhof befinden sich heute noch 272 Grabsteine (Mazewot).

## Zeit des Nationalsozialismus
Während der Zeit des Nationalsozialismus wurde der Friedhof beim Novemberpogrom 1938 oder auch später teilweise zerstört. Die Fenster des Taharahauses wurden eingeworfen und alle Einrichtungsgegenstände entwendet.

## Heutiger Zustand
In den Jahren 1946/47 wurde der Friedhof teilweise wieder hergerichtet, die umgefallenen oder umgeworfenen Grabsteine wieder aufgestellt. Nach 1953 wurde die Remise wiederhergestellt und das Taharahaus zu Wohnzwecken umgebaut. Im Oktober 1955 wurden die beiden Gebäude an Privatpersonen verkauft, die durch Kaufvertrag zur Pflege des Friedhofes verpflichtet wurden.